# 杭忽思
杭忽思（?—13世紀），又作昂和思，蒙古帝国阿速人。
杭忽思本来是阿速的国主。窝阔台西征入其国，杭忽思率众降附蒙古，賜名号都兒，賜给金符，命他領其土民。杭忽思奉命選阿速軍千人，和長子阿答赤随从親征。杭忽思返回途中，道遇敵人，战死，窝阔台敕其妻外麻思領兵守其國。外麻思身披甲冑，平亂，以次子按法普代为国主。長子阿答赤入直宿衛。

## 延伸阅读
[在维基数据编辑]
 《元史/卷132》，出自宋濂《元史》
 《新元史/卷154》，出自柯劭忞《新元史》